# ニヴフ語
ニヴフ語（ニヴフご）又はギリヤーク語(時にNivkhic、自称: Нивхгу диф Nivxgu Dif [ɲivxɡu dif])は、外満洲、アムグン川（アムール川支流）流域、アムール川（黒竜江）下流域、樺太北部に住むニヴフ民族固有の、互いに理解できない2つか3つの言語からなる小さな語族で、しばしば孤立した言語とされる。アムール語族 (Amuric)という呼称もある。便宜上古アジア諸語に含まれる。ギリヤーク「Gilyak」とは、ツングース諸語の「Gileke」から派生した、アムール川（黒竜江）地域の文化的に類似した人々を指すロシア語の表現であり、主に西洋文学でニヴフを指して使われた。
過去一世紀の間、ニヴフの人口は安定しており、1897年には4549人、1989年には4673人だったが、ニヴフ語を母語とする人の割合は同時期に100%から23.3%に減少し、1989年には第一言語として話す人は1000人強しかいなくなり、2010年の人口調査では200人しか記録されていなかった。
国際連合教育科学文化機関によって、黒竜江流域方言は「極めて深刻」樺太方言は「重大な危険」と分類された危機に瀕する言語である。
現代語の祖語のProto-Nivkh(ic)はFortescue(2016)によって再構された。

## 言語名別称
- ギリヤーク語 - ギリヤークと呼ばれたことがあるためニヴフ語もまたギリヤーク語と表現された。
- ニヴヒ語

## 分類
他の言語との系統関係を見いだせない孤立した語族である。ニヴフ語の多くの単語は、古シベリア諸語、アイヌ語、ツングース語、朝鮮語の同様の意味の語とある程度類似しているが、これらの様々な語族の語彙を体系的に説明する規則的な音の一致は発見されていないので、語彙の類似性は偶然または借用によるものと考えられる。
ニヴフ語は、ジョーゼフ・グリーンバーグのユーラシア大語族仮説の周縁に含まれている。
1998年、マイケル・フォーテスキューはニヴフ語は北アメリカのモサン語族に関係があるのではないかと示唆し、その後2011年にはチュクチ・カムチャツカ語族との関係性を指摘し、ニヴフ語を含めた「チュクチ・カムチャツカ・アムール語族」仮説を出したが、その根拠はGlottologに「不十分」と判断された。
より最近では、セルゲイ・ニコラエフが2編の論文の中で、ニヴフ語と北米のアルギック語族やワカシャン語族との関係を指摘する論文を出している。
Hudson & Robbeets (2020)は、ニブフ語のような類型的特徴を持つ言語がかつて朝鮮半島に分布しており、朝鮮語族の基層になったと想定している。

## 言語

2002年のロシア国勢調査による、ニヴフの住む集落（ハバロフスク、ポロナイスク(敷香町)、ユジノサハリンスク(豊原市)を除く、すべて1％以下）。

ニヴフ語は方言連続体である。村、氏族、さらには個々の話者によっても、ニヴフ語の語法にはかなりのばらつきがある。方言は伝統的に4つの地理的クラスタに分類される。これらは、黒竜江下流域方言、北樺太方言（本土と樺太を含むアムール・リマン周辺の海岸部で話される）、東樺太方言（トゥイミ川周辺を含む）、南樺太方言（ポロナイ川周辺で話される）である。これらの方言間の語彙的および音韻論的差異は、専門家がそれらを2つまたは3つの言語に分類するのに十分であるが、すでに分割された小集団の間の言語復興のために、ニヴフ語は一般に、さらなる分割の結果に対する恐れのために、単一言語として提示される。Gruzdeva(1998)は、東樺太とアムール川下流域の話者は互いに理解できないと指摘し、方言をNivkh proper（低アムール、樺太北部、海峡と西樺太方言を含む）とNighvng（東樺太と南樺太の2方言）に分けている。Fortescue(2016)では、アムール、東樺太、南樺太の各方言は互いに理解度が低く、それぞれが別々の言語を構成していると考えている。

## 歴史
ニヴフの人々は、樺太とアムール川（黒竜江）流域に何千年もの間住んでいる。17世紀にロシア人と接触するまで、近隣のアイヌ、日本人、中国人との交易を続けていた。ニヴフの数が初めて記録的に減少したのは19世紀で、公式には1856年から1889年と推定されているが、これは天然痘の流行と、ロシアが1873年に流刑囚の樺太への集団移送を開始したことによる樺太の囚人数の増加と一致している。この時点では、ニヴフがロシア語を話すことはほとんどなかったと伝えられている。
革命中および革命後のロシアは、ニヴフ語に大きな変化をもたらした。1920年代には、ロシアはこの地域で長年にわたるゲリラ戦を展開し、1925年に樺太北部がソビエトに譲渡された。この地域の資源が枯渇し、病気が蔓延し、暴力はニヴフの死につながった。その後、スターリンの集団化政策は先住民族の経済に強要され、多くの場合、ニヴフ語の個人を雇用するように駆り立て、伝統的な自給自足の生活手段からの脱却を示した。ニヴフの多くは、中央集権化の過程で、広範囲に広がった居住地から小都市ノグリキへの強制移住を強いられた。自給自足、食生活、住居、教育の変化の結果として、伝統的なニヴフの生活様式は、徐々に、時には強制的にソビエトの生活様式に変えられた。

## 文法
語順はSOV型、膠着語で、文法には日本語と似た点もある。記録された方言や時代によって異なる点も多いが、およそ次のような特徴がある:
- 閉音節語で、子音の頻度が比較的高い（例えば民族自称N'ivhgn）。
- 名詞の格の表示には助詞のような接尾辞を用い（主格・対格・所有格は無語尾）、動詞も主に語尾変化により活用する。規定する語と規定される語が接続する（例えば名詞＋接尾辞、所有者＋被所有物、直接目的語＋動詞）ときに、後続の規定される語の語頭の子音が変化することがある（これを抱合語的性質ととらえる説もある）。また自動詞と他動詞の対応にも同じような語頭子音交替が使われる。
- 性はないが、数詞に多数の種類がある（日本語の助数詞に相当）。人称・数による動詞の語尾変化は一部（2・3人称単数の連用形など）にのみある。

ニヴフ語は膠着語で総合的言語である。他の文法的な標識と同様に発達した格システムを持っているが、文法性はない。ニヴフ語の基本的な語順は、主語-目的語-動詞であり、主語は口語中でしばしば省略される。ニヴフ語は、語間で高度な抱合が起こる点で注目に値する。例えば、空間的関係を表現する形態素（他の多くの言語における前置詞または後置詞）は、関連する名詞に抱合されている。語は簡単に定義可能な語根と、そのほとんどは接尾辞である生産的な文法的形態素から構成される。ニヴフ語には形容詞がなく、存在の状態を表す動詞がある。動詞の時制には「非未来」と「未来」の2つがある。非未来形は、時間枠を示すために、文脈だけでなく副詞とも組み合わせることができる。
ロシア語が生活のあらゆる分野で支配的な言語となったため、ニヴフ語の文法は前世紀に変化した。例えば、ニヴフ語は最近、名詞とペアを数える際に複数形を標示するようになったが、これはロシア語の文法規則に由来する変化である。しかしながら、２つの言語の文法的構造が大きく異なるため、文法的干渉はそれほど大きくないと仮定されてきた。しかし、ロシア語の構造を借りて簡略化したものもある。言語の不使用と文化の変化のために、ニヴフ語の複雑な形態論的側面の多くは単純化されているか、使用されなくなっている。廃用(obsolescence)と呼ばれるプロセスでは、そりを数えるための形態素と網を数えるための形態素の区別などがなくなり、話者はより一般的なカテゴリの数やその他の記述子を使うようになった。

## 表記
ソ連領内では1930年代にローマ字表記法が制定されたが、まもなく政策によりキリル文字に変更された。近年は母語話者が急激に減少し（1989年時点で23.3%とされる）危機に瀕している。
ニヴフの一部は、太平洋戦争後、樺太から北海道などに日本人として移住してきた者が若干存在するが、現在の日本国内で、ニヴフ語の話者コミュニティーは存在しないものと思われる。
| А а   | Б б   | В в | Г г | Ӷ ӷ | Ғ ғ   | Ӻ ӻ   | Д д   |
| Е е   | Ё ё   | Ж ж | З з | И и | Й й   | К к   | К’ к’ |
| Ӄ ӄ   | Ӄ’ ӄ’ | Л л | М м | Н н | Ӈ ӈ   | О о   | П п   |
| П’ п’ | Р р   | Р̌ р̌ | С с | Т т | Т’ т’ | У у   | Ў ў   |
| Ф ф   | Х х   | Ӽ ӽ | Ӿ ӿ | Ц ц | Ч ч   | Ч’ ч’ | Ш ш   |
| Щ щ   | ъ     | Ы ы | ь   | Э э | Ю ю   | Я я   |       |

これらのうち Ӷ ӷ、Ў ў、Ч’ ч’ はアムール方言のニヴフ語では使用しない文字。
| 文字  | 音素  |
| ----- | ----- |
| А а   | /æ/   |
| б б   | /b/   |
| В в   | /v/   |
| Г г   | /ɡ/   |
| Ӷ ӷ   | /ɢ/   |
| Ғ ғ   | /ɣ/   |
| Ӻ ӻ   | /ʁ/   |
| Д д   | /d/   |
| Е е   | /ɪe/  |
| Ё ё   | /jo/  |
| Ж ж   | /ɟ/   |
| З з   | /z/   |
| И и   | /i/   |
| Й й   | /ɪ/   |
| К к   | /k/   |
| Кʼ кʼ | /kʰ/  |
| Ӄ ӄ   | /q/   |
| Ӄʼ ӄʼ | /qʰ/  |
| Л л   | /l/   |
| М м   | /m/   |
| Н н   | /n/   |
| Ӈ ӈ   | /ŋ/   |
| О о   | /o/   |
| П п   | /p/   |
| Пʼ пʼ | /pʰ/  |
| Р р   | /r/   |
| Р̌ р̌   | /r̥/   |
| С с   | /s/   |
| Т т   | /t/   |
| Тʼ тʼ | /tʰ/  |
| У у   | /u/   |
| Ф ф   | /f/   |
| Х х   | /x/   |
| Ӽ ӽ   | /χ/   |
| Ӿ ӿ   | /h/   |
| Ц ц   | /t͡s/  |
| Ч ч   | /t͡ʃ/  |
| Чʼ чʼ | /t͡ʃʰ/ |
| Ш ш   | /ʃ/   |
| Щ щ   | /ʃt͡ʃ/ |
| Ъ ъ   | /ʔ/   |
| Ы ы   | /ə/   |
| Ь ь   | /j/   |
| Э э   | /ɤ/   |
| Ю ю   | /ju/  |
| Я я   | /jæ/  |

1. 1 2 3  ロシア語からの借用語にのみ現れる

## 音韻

### 子音
|          |        | 唇音 | 歯茎 | 硬口蓋 | 軟口蓋 | 口蓋垂 | 声門 |
| -------- | ------ | ---- | ---- | ------ | ------ | ------ | ---- |
| 鼻音     | 鼻音   | m    | n    | ɲ      | ŋ      |        |      |
| 破裂音   | 無気   | p    | t    | c      | k      | q      |      |
| 破裂音   | 有気   | pʰ   | tʰ   | cʰ     | kʰ     | qʰ     |      |
| 摩擦音   | 無声   | f    | s    |        | x      | χ      | h    |
| 摩擦音   | 有声   | v    | z    |        | ɣ      | ʁ      |      |
| 接近音   | 接近音 |      | l    | j      | w      |        |      |
| ふるえ音 | 無声   |      | r̥    |        |        |        |      |
| ふるえ音 | 有声   |      | r    |        |        |        |      |

唇摩擦音は弱く明瞭に発音され、両唇音[ɸ, β]と唇歯音[f, v]の両方として記述されている。口蓋破裂音は[tʃʰ, tʃ]のように、ある程度の破擦音を伴うことがある。鼻音または/l/の後、無気破裂音は、有声化して[b, d, ɟ, ɡ, ɢ]と発音される。子音交替とは異なり、これは形態素内でも起こる。アムール方言では、単語の最後にある鼻音の一部が削除されるため、単語の最初でも無声化する。
ニヴフの軟口蓋摩擦音と口蓋垂摩擦音の音素の区別（[ɣ]対[ʁ]と[x]対[χ]）は、世界の言語の中ではまれである。これらの音は多くの言語で発生するが、通常は交換可能である。
ケルト諸語とは異なり、ニヴフ語の子音交替は形態素頭の破裂音（閉鎖音）と摩擦音・ふるえ音の間に起こる。
|        | 有気↔無声 | 有気↔無声 | 有気↔無声 | 有気↔無声 | 有気↔無声 | 無気↔有声 | 無気↔有声 | 無気↔有声 | 無気↔有声 | 無気↔有声 |
| ------ | --------- | --------- | --------- | --------- | --------- | --------- | --------- | --------- | --------- | --------- |
| 閉鎖音 | pʰ        | tʰ        | cʰ        | kʰ        | qʰ        | p         | t         | c         | k         | q         |
| 継続音 | f         | r̥         | s         | x         | χ         | v         | r         | z         | ɣ         | ʁ         |

これは同じ句内で、ある形態素の前に別の形態素（接頭辞や付加詞など）がある場合に起こる。ただし、前の形態素がそれ自体で摩擦音、ふるえ音や鼻音や/l/で終わっている場合は除く。
- /pəŋx/'スープ'
- /pənraj‿vəŋx/'鴨のスープ'
- /amsp‿vəŋx/'アザラシのスープの類'
- /cxəf‿pəŋx/'クマのスープ'

影響を受けるのは形態素の最初の位置のみで、破裂音で終わる他のクラスタは形態素内でも可能である（例：/utku/"人"）。
いくつかの他動詞では、この過程は明らかに逆方向に進むことが知られている（同じ分布で、破裂音となる摩擦音/ふるえ音）。これは、別個のプロセスをとってきたが、基本的には同じであるとも説明されており、これらの動詞の引用形式には、以前はi-接頭辞(規則的な子音交替を引き起こす他の動詞に引用される形でまだ残っている)があったために許された破裂音が含まれている。名詞の最初の摩擦音は変化しない。

### 母音
ニヴフの母音体系はイアン・マディソンが「欠陥がある(defective)」と表現したように特異なもので、実際には母音を移動させて母音空間の前部中央領域の間隙を補償する回転システムである。中央の/ɤ/は、通常の前舌中央母音の欠如によって生じるギャップを補完するものとして、Maddieson(1984)によって記述されている。
5母音体系で想定されていた前舌中央母音は、これまでは/ɪe/としてMaddiesonの言語の記述で表されていた、狭から中央に近い非円唇前舌二重母音に発展した可能性がある。
|        | 前舌 | 後舌 | 後舌 |
| 非円唇 | 前舌 | 円唇 |      |
| ------ | ---- | ---- | ---- |
| 狭     | ɪ    |      | u    |
| 中央   | ɪe   | ɤ    | o    |
| 広     | æ    |      |      |

### 強勢
強勢はどの音節にも起こりうるが、最初の音節に集中する傾向がある。方言的な変動があり、強勢によって区別される最小対はまれであるように思われる。

## ニヴフ語から日本語に入ったとされる単語
- カンカイ: 魚の名前
- クズリ（屈狸）: イタチ科の動物

- 初問駅：旧国鉄樺太東線の駅名。「幌内川の入口」を意味する「ショウ・ツイ」に由来[26]。

- 保恵駅：旧国鉄樺太東線の駅名。「鮭の川」を意味する「ホ・イ」、または「イトウのいる川」を意味する「ホイ・イ」に由来[26]。

- 千輪駅：旧国鉄樺太東線の駅名。「新しい川」を意味する「チェルンゲイ」に由来[26]。

- 亜屯駅：旧国鉄樺太東線の駅名。「下の川」を意味する「アトンギー」に由来[27]。

- 気屯駅：旧国鉄樺太東線の駅名。「上の川」を意味する「ケトンギー」に由来[27]。

- 古屯駅：旧国鉄樺太東線の駅名。「街」を意味する「コトン」に由来[27]。

### 日本語
- 中目覚(1917)『ニクブン文典』三省堂.
- 高橋盛孝 (1942) 『樺太ギリヤーク語』朝日新聞社（大東亜語学叢書 : 羽田亨監修）
- 服部健 (1955) 「ギリヤーク語」市河三喜・服部四郎(編)『世界言語概説』2: 751-775. 研究社 ［服部 (2000)に再録］.
- 服部健 (1988) 「ギリヤーク語」亀井孝・河野六郎・千野栄一(編)『言語学大辞典』1: 1408-1414. 三省堂.
- 服部健 (2000) 『服部健著作集 ― ギリヤーク研究論集』北海道出版企画センター
- アウステルリッツ, ロバート (1990) 「類型から見たギリヤーク語」崎山理(編)『日本語の形成』169-184. 三省堂.

### 日本語以外の言語

#### 音韻
- Hidetoshi Shiraishi. 2006. Topics in Nivkh Phonology[ニヴフ語の音韻論の諸テーマ]. 61. [S.L.]: [s.n.]. (mit Zsfassung in niederländischer Sprache, University of Groningen; xviii+154pp.)

#### 文法
- Panfilov, Vladimir Zinov'evic. 1962, 1965. Grammatika Nivxskogo Jazyka[ニヴフ語の文法]. (Chast', 1.) Moscow: Akademia Nauk SSSR. 266+266pp. (2 vols.)
- Vladimir P. Nedjalkov and Galina A. Otaina. 2013. A Syntax of the Nivkh Language: The Amur dialect[ニヴフ語の統語論：アムール方言]. (Studies in Language Companion Series, 139.) In  Gruzdeva, Ekaterina (ed.) Amsterdam/Philadelphia: Amsterdam: John Benjamins. xxx+396pp.
- Gruzdeva, E.J. 1997. Nivxskij jazyk[ニヴフ語]. In A.P. Volodin (ed.), Jazyki mira: paleoaziatskie jazyki, 139-154. Moscow: Indrik.

#### 辞書
- Savel’eva, V. and C. Taksami. (1965) Russko-nivkhskij slovar’ [ロシア語・ニヴフ語辞典]. Moskva: Sovetskaja entsiklopedija.
- V. N. Savelyeva and Taksami, Čuner M. 1970. Nivxsko-russkij Slovar'[ニヴフ語・ロシア語辞典]. Moskva: Sovyetskaya Èntsiklopedia. 536pp.
- Saveleva, Valentina N. and Taksami, Cuner M. 1970. Nivchsko-russkij slovar': svyse 13000 slov.[ニヴフ語・ロシア語辞典：13000語以上] Moskva: Izdat. Sovetskaja Enciklopedija. 536pp.
- Saveleva, Valentina N. and Taksami, Cuner M. 1965. Russko-nivchskij slovar': 17300 slov[ロシア語・ニヴフ語辞典：17300語]. Moskva: Izdat. Sovetskaja Enciklopedija. 479pp.
- Taksami, Čuner M. 1983. Slovar' Nivxsko-russkij i Russko-Nivxskij: Okolo 4000 slov[ニヴフ語・ロシア語辞典とロシア語・ニヴフ語辞典：約4000語]. Leningrad: Leningrad Prosveščenie. 286pp.
- Puchta, M. N. 2002. Nivchsko - russkij razgovornik i tematiceskij slovar[ニヴフ語・ロシア語会話集とテーマ別語彙]' Nivkh-Russian conversation and daily-life thesaurus. (Endangered Languages of the Pacific Rim Publications Series, A2-017.) Kyoto: ELPR. xi+116pp.

#### 比較言語学
- Michael Fortescue. 2016. Comparative Nivkh Dictionary[ニヴフ語比較辞典]. (Languages of the World/Dictionaries, 62.) München: LINCOM. 199pp.
- Tailleur, Olivier Guy. 1960. La place du Ghiliak parmi les langes paléosibériennes[古シベリア諸語の中でのギリヤーク語の位置]. Lingua. 113-147.
- Karl Bouda. 1960. Die Verwandtschaftsverhältnisse des Giljakischen[ギリヤーク語の系統関係]. Anthropos 55. 355-415.
- Michael Fortescue. 2011. The relationship of Nivkh to Chukotko-Kamchatkan revisited[改訂版チュクチ・カムチャツカ語族とニヴフ語の関係]. Lingua 121. 1359-1376.
- Kortlandt, F.H.H. 2004. Nivkh as a Uralo-Siberian language[ウラル・シベリア語族としてのニヴフ語]. In Per aspera ad asteriscos, 285-289. Innsbruck: Institut für Sprachwissenschaft.

## 関連資料
- Gruzdeva, Ekaterina. 1998. Nivkh, Lincom Europa, Munich, ISBN 3-89586-039-5
- Maddieson, Ian. 1984. Patterns of sounds, Cambridge University Press, ISBN 0-521-26536-3
- Mattissen, Johanna. 2003. Dependent Head Synthesis in Nivkh: A Contribution to a Typology of Polysynthesis, John Benjamins, Amsterdam, Philadelphia, ISBN 1-58811-476-7
- Nedialkov, Vladimir P., Otaina, Galina A. 2013. A Syntax of the Nivkh Language: the Amur dialect, Amsterdam ; Philadelphia : John Benjamins Pub. Company, [2013],
- 丹菊逸治. 2008. ニヴフ語サハリン方言基礎語彙集 (ノグリキ周辺地域).(TUFS) / 東京外国語大学アジア・アフリカ言語文化研究所.